# Sylvia Hitchcock
Pour les articles homonymes, voir Hitchcock (homonymie).
Sylvia Louise Hitchcock-Carson, née le 31 janvier 1946 à Haverhill dans l’État du Massachusetts (États-Unis) et morte d'un cancer à 69 ans, le 16 août 2015, est une Américaine qui a été élue Miss Univers 1967 et Miss USA 1967.

## Biographie

### Enfance et études
Sylvia Hitchcock naît le 31 janvier 1946 à Haverhill dans l’État du Massachusetts (aux États-Unis) et grandit chez ses parents qui possèdent une ferme de poulets à Miami, en Floride,. 
Elle fréquente le Miami Palmetto High School (en), puis le Miami-Dade Junior College. Elle poursuit ses études à l’université de l'Alabama,. Elle est encore étudiante lorsqu’elle est élue Miss USA en 1967, mais elle décide d’abandonner ses études.

### Concours de beauté
Sylvia Hitchcock participe à plusieurs concours de beauté locaux, dont celui de Miss Teenage Floride (en) où elle devient dauphine. Elle est élue Miss Alabama USA en 1967, et représente ainsi l’Alabama au concours de Miss USA 1967.
Elle est alors l’une des 15 jeunes femmes sélectionnées au défilé en maillot de bain. Le 22 mai 1967, elle remporte le concours et est couronnée Miss USA 1967.
En juillet, elle est couronnée Miss Univers 1967, et devient ainsi la quatrième Miss USA à être élue Miss Univers, après Linda Bement en 1960.

### Après les concours
Après ses années de « Miss », elle s’essaie au mannequinat à New York, mais se désillusionne rapidement dans la Grosse Pomme, et retourne à Miami travailler pour une station de télévision.
En 1972, elle est l’une des 12 membres du jury de Miss Univers 1972, remporté par l’Australienne Kerry Anne Wells.

### Vie privée
En 1970, Sylvia Hitchcock épouse William Carson, inventeur d’une machine à récolter les citrons.
Ils ont ensemble trois enfants : Jonathan (né en 1974), Christiane et Will, ainsi qu’un petit-fils prénommé Zephyr.
Elle réside à Lake Wales, en Floride, jusqu'à son décès le 16 août 2015.